# Вавжишев (станція метро)
52°17′11″ пн. ш. 20°56′22″ сх. д. / 52.28639° пн. ш. 20.93944° сх. д.
Вавжишев (пол. A-22 Wawrzyszew) — станція Першої лінії Варшавського метрополітену, яка була відкрита 25 жовтня 2008 року Розташована біля вулиці Каспровича. 
Вхід до станції розташовано у спеціально побудованому для цього наземному вестибюлі. Вихід зі станції обладнано ескалатором і стаціонарними сходами.
Станція має сірі відтинки і облаштована кам'яними лавами. На станції заставлено тактильне покриття.
Найбличжчі оборотні тупики знаходяться на станції Млоціни, що затримувало здачу станцій Старе Бєляни і Вавжишев.
Черга Слодовець — Млоціни побудована відкритим методом.
- Дата початку будівництва - червень/липень 2006
- Дата завершення — червень 2008
- Дата введення в експлуатацію пасажирських перевезень — 25 жовтня 2008
- Вартість будівництва двох станцій і тунелів — 217 697 410 злотих.

## Пересадки
- Автобуси: 156, 184, 303, N44

## Галерея

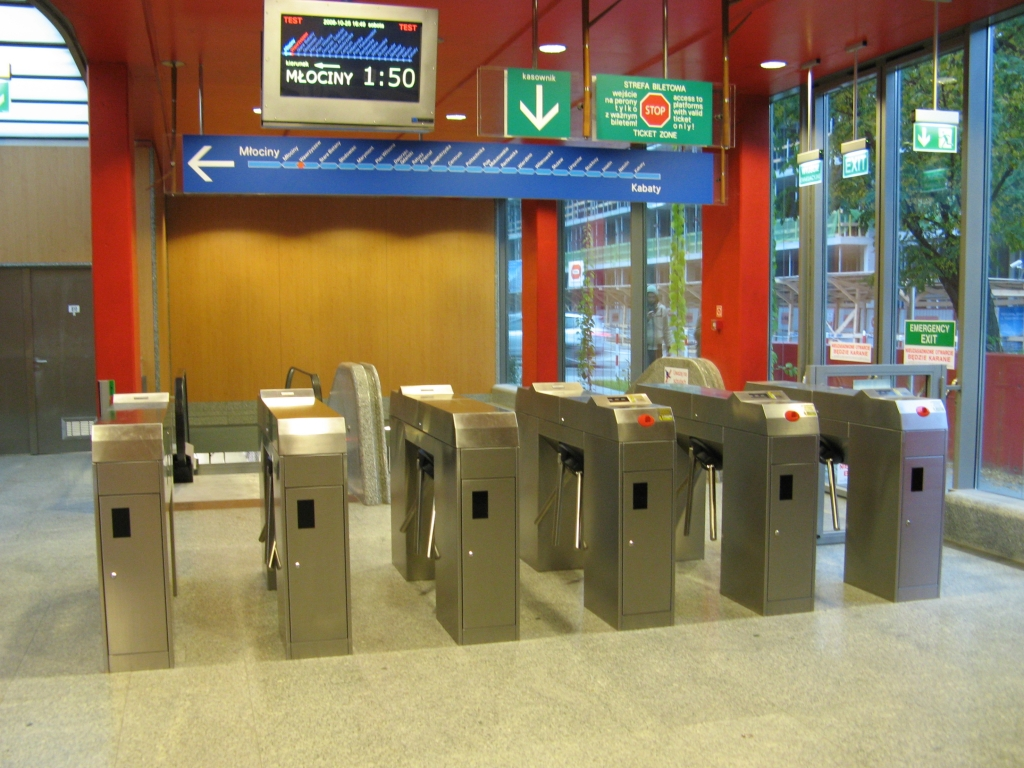
Пропускні турнікети на станції
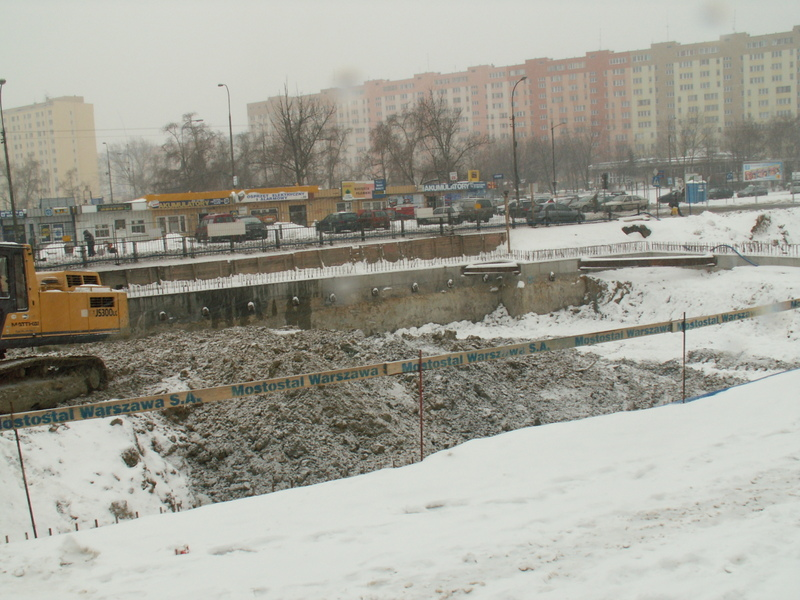
Будівництво станції
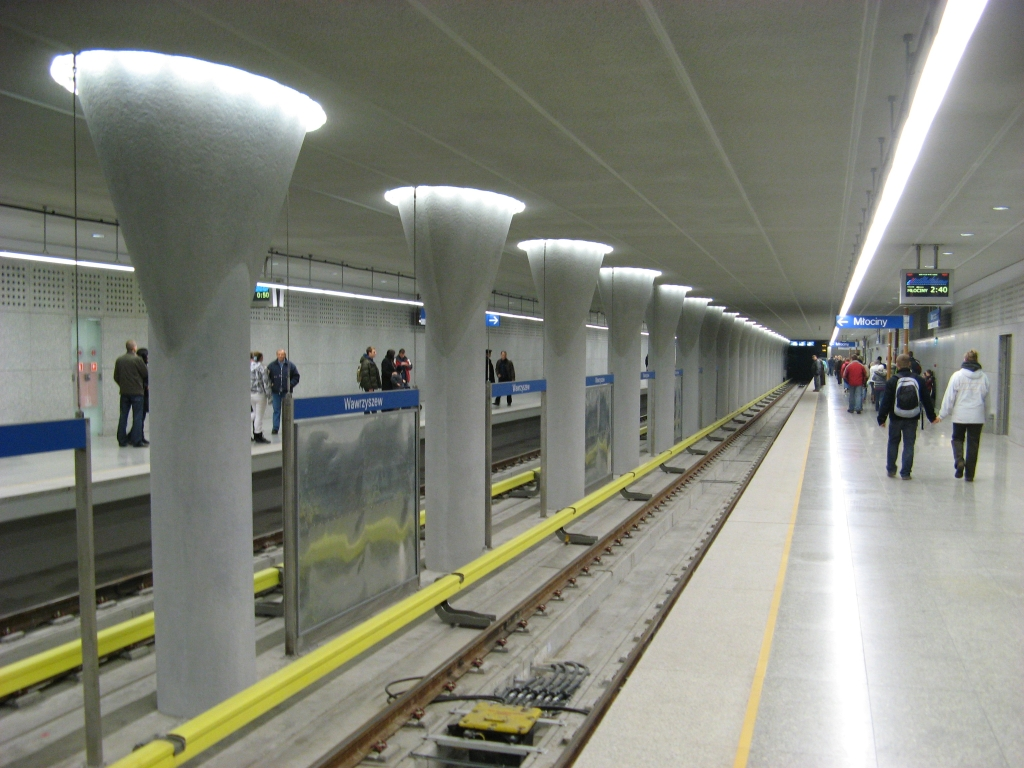
Платформа на станції
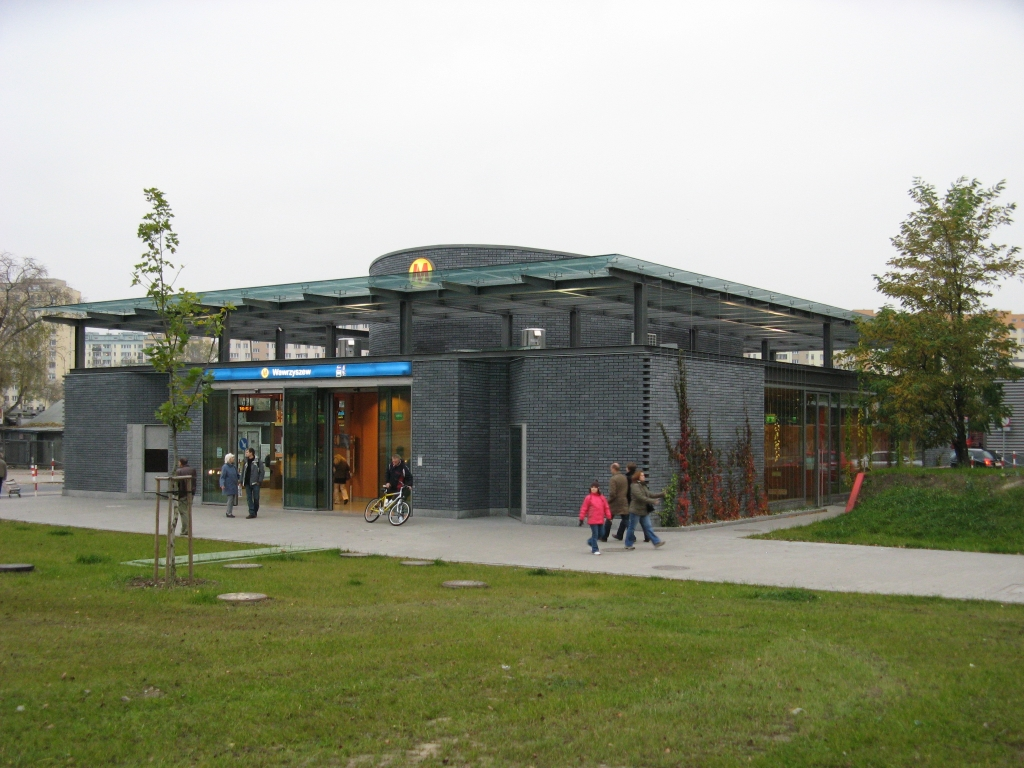
Вестибюль станції